# مسدس نصف آلي

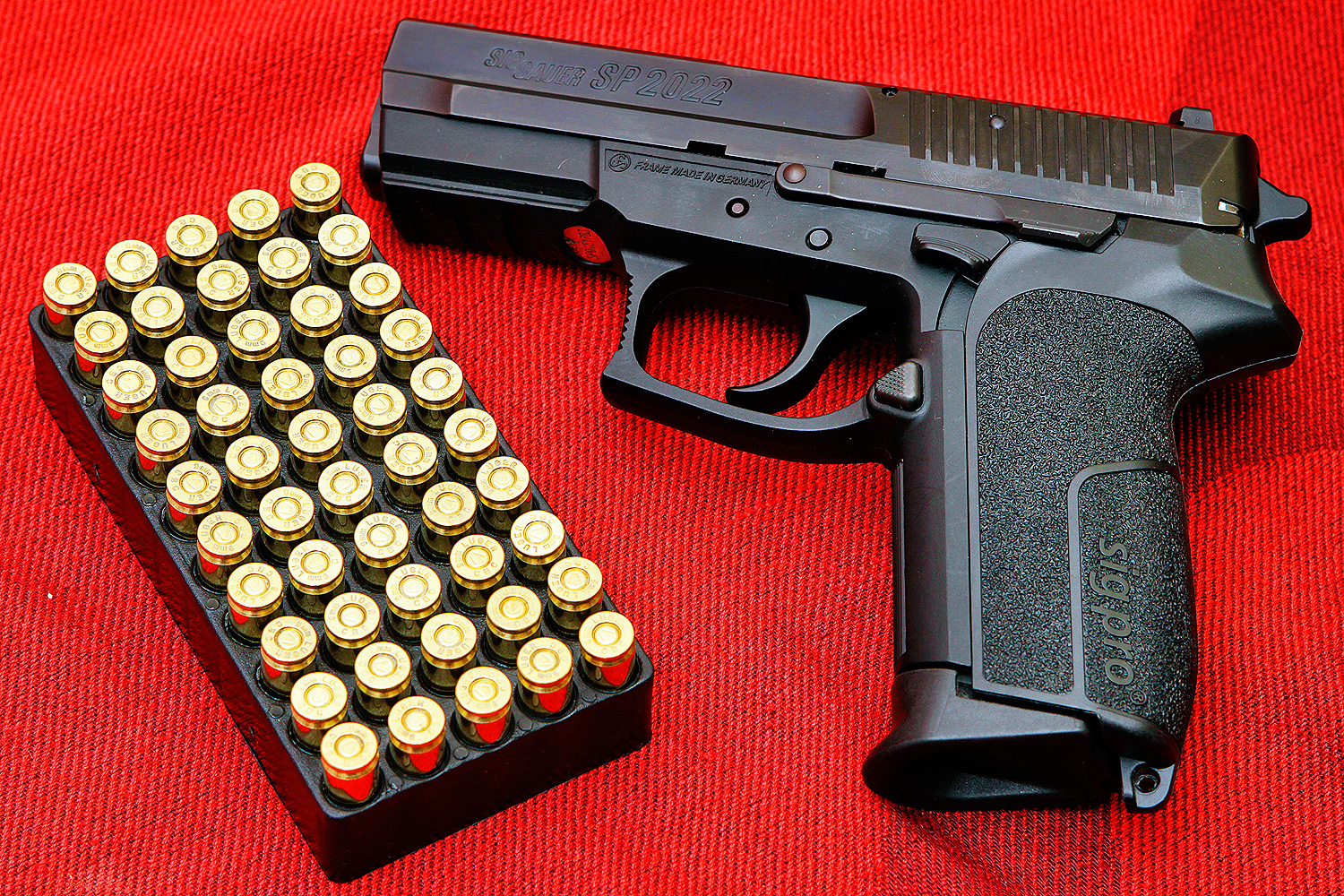
مسدس نصف آلي

مسدس نصف آلي هو نوع من المسدسات الذي يستخدم الطاقة من خرطوشة أطلقت لإعادة تهيئة العمل عبر سحب الخرطوشة التالية المتاحة في غرفة الإطلاق والاستعداد لإطلاق النار. ويتم إطلاق طلقة واحد في كل مرة يتم فيها سحب الزناد بالنسبة للمسدس النصف آلي.
المسدس نصف الآلي يسخر طاقة طلقة واحدة لإعادة تحميل طلقة أخرى. بعد إطلاق الرصاصة، يتم إخراج غلاق الطلقة الفارغ ويتم تحميل طلقة جديدة من المخزن إلى داخل غرفة الإطلاق، مما يتيح فرصة أخرى لأن تطلق بمجرد ضغط على الزناد مرة أخرى. معظم المسدسات تستخدم عملية الارتداد للقيام بذلك، ولكن بعض المسدسات تستخدم رد فعل سلبي أو الغاز في عملية إعادة الإطلاق.
معظم أنواع مسدسات نصف الآلية تعتمد على مخزن طلقات قابل للإزالة لتخزين الذخيرة، ويتموضع عادة داخل قبضة المسدس.